# Franciszek Staff

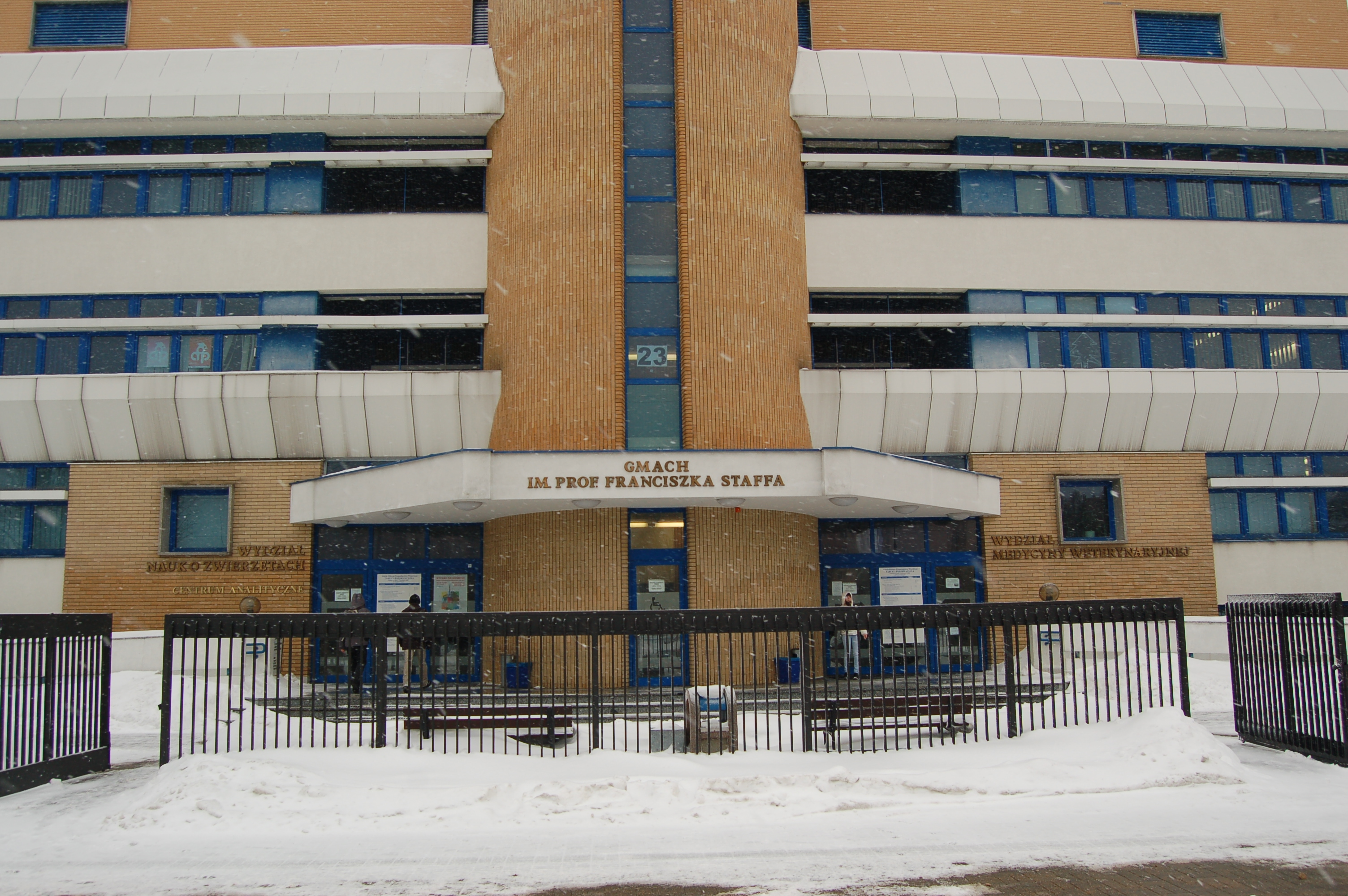
Wydział Medycyny Weterynaryjnej SGGW, Gmach im. prof. Franciszka Staffa

Franciszek Hieronim Staff (ur. 5 sierpnia 1885 we Lwowie, zm. 2 sierpnia 1966 w Warszawie) – polski ichtiolog, rektor Szkoły Głównej Gospodarstwa Wiejskiego w Warszawie (SGGW).

## Życiorys
Syn lwowskiego cukiernika Františka Staffa i Leopoldyny z Fuhrerrów, brat Leopolda i Ludwika Marii. W 1904 ukończył V Gimnazjum we Lwowie. Studiował na Wydziale Filozoficzno-Przyrodniczym Uniwersytetu Lwowskiego, a następnie wyjechał do Wiednia, gdzie kontynuował naukę na tamtejszym uniwersytecie, w międzyczasie przebywał w stacji zoologicznej w Trieście. W 1909 uzyskał tytuł doktora nauk filozoficznych w zakresie zoologii i przeniósł się na rok do Monachium, gdzie uzupełniał wiedzę w dziedzinie rybactwa w kierowanej przez prof. Eduarda Hoffera stacji biologicznej. Od 1910 przez rok studiował u prof. Paulusa Schiemenza w Instytucie Rybactwa Słodkowodnego w Friedrichshagen, a następnie osiadł w Krakowie, gdzie otrzymał etat wykładowcy biologii i hodowli ryb na Uniwersytecie Jagiellońskim. Otrzymał również funkcję kierownika Krajowego Towarzystwa Rybackiego, zorganizował rybacką stację doświadczalną w Rudzie Malenieckiej. W 1915 został wysiedlony do Saratowa, gdzie był organizatorem polskiego szkolnictwa i organizacji polonijnych. W 1918 udało mu się wyjechać do Warszawy, gdzie powierzono mu stworzenie Wydziału Rybackiego w Centralnym Towarzystwie Rybackim. Na powstającej Szkole Głównej Gospodarstwa Wiejskiego otrzymał wówczas etat docenta, a także zorganizował Zakład Ichtiologii. Od 1920 był tam profesorem, w 1923 reaktywował działalność stacji rybackiej w Rudzie Malenieckiej, która stała się ekspozyturą Zakładu Ichtiobiologii SGGW. W latach 1920–1930 był dziekanem Wydziału Rolnego, od 1928 był konsultantem Ministerstwa Rolnictwa i Reform Rolnych do spraw rybactwa, zasiadał w zespole opracowującym ustawę o rybołówstwie. W 1932 otrzymał etat docenta na Politechnice Warszawskiej. Od listopada 1940 prowadził „Prywatną Szkołę Rybacką II stopnia dr Franciszka Staffa”, w której poza oficjalnie prowadzonym profilem dwuletniego liceum prowadzono tajne nauczanie zgodnie z programem SGGW oraz konspiracyjną szkołę dla podchorążych saperów. Po upadku powstania warszawskiego zamieszkał w Krakowie, ale po zakończeniu działań wojennych w styczniu 1945 powrócił do Warszawy. Od 1945 do 1947 pełnił funkcję rektora SGGW, funkcję kierownika Katedry Ichtiologii i Rybactwa pełnił do przejścia na emeryturę w 1960. W 1961 otrzymał tytuł doktora honoris causa Wyższej Szkoły Rolniczej w Olsztynie.
Jego żoną była Jadwiga z Ossoria-Bukowskich (zm. 1946), z którą miał synów.
Został pochowany na cmentarzu Powązkowskim (kwatera 346-1-8,9).

## Ordery i odznaczenia
- Order Sztandaru Pracy II klasy (1956)
- Krzyż Komandorski Orderu Odrodzenia Polski (27 listopada 1929)[4]
- Złoty Krzyż Zasługi (1946)
- Medal 10-lecia Polski Ludowej (19 stycznia 1955)[5]
- Odznaka 1000-lecia Państwa Polskiego
- Złota Odznaka ZNP

## Dorobek naukowy
Franciszek Staff był jednym z pionierów rybactwa i badań ichtiologicznych w Polsce po odzyskaniu niepodległości. Ogłosił ponad 50 prac naukowych dotyczących ichtiologii, hodowli ryb i rybołówstwa.

## Członkostwo
- Akademia Nauk Technicznych – członek korespondent;
- Masarykowa Akademia Pracy w Pradze – członek czynny;
- Związek Organizacji Rybackich RP – członek założyciel;
- członek komitetu redakcyjnego Archiwum Hydrobiologii i Rybactwa;
- Międzynarodowy Związek Limnologii Teoretycznej i Stosowanej – członek.